# Tarachidia clausula
Tarachidia clausula là một loài bướm đêm trong họ Noctuidae.